# Diocesi di Torre di Proconsolare
La diocesi di Torre di Proconsolare (in latino Dioecesis Turrensis in Proconsulari) è una sede soppressa e sede titolare della Chiesa cattolica.

## Storia
Torre di Proconsolare, nel territorio di Henchir-Mest nell'odierna Tunisia, è un'antica sede episcopale della provincia romana dell'Africa Proconsolare, suffraganea dell'arcidiocesi di Cartagine.
Unico vescovo conosciuto di questa diocesi africana è il cattolico Donato, che intervenne alla conferenza di Cartagine del 411, che vide riuniti assieme i vescovi cattolici e donatisti dell'Africa romana; in quell'occasione la sede non aveva vescovi donatisti.
Dal 1933 Torre di Proconsolare è annoverata tra le sedi vescovili titolari della Chiesa cattolica; dal 7 dicembre 1996 l'arcivescovo, titolo personale, titolare è Luigi Pezzuto, già nunzio apostolico in Bosnia ed Erzegovina e in Montenegro.

## Cronotassi

### Vescovi
- Donato † (menzionato nel 411)

### Vescovi titolari
- Raimundo María Julián Manguán-Martín y Delgado, O.P. † (28 maggio 1966 - 8 dicembre 1975 deceduto)
- Luciano Pedro Mendes de Almeida, S.I. † (25 febbraio 1976 - 6 aprile 1988 nominato arcivescovo di Mariana)
- Angelo Paravisi † (4 giugno 1988 - 11 luglio 1996 nominato vescovo di Crema)
- Luigi Pezzuto, dal 7 dicembre 1996